# Christophe Dupuy
Christophe Dupuy (1580—1654) foi um humanista e político francês.

## Obras
- De Thou and the Index: Letters from Christophe Dupuy, (1603-1607). - Christophe Dupuy, Jacques-Auguste de Thou
- Perroniana, Sive Excerpta Ex Ore Cardinalis Perronii. Per F.F. [Fratres] P.P. Puteanos, I.e. J. and [[Pierre Dupuy|P.] Dupuy. Collected by C. Dupuy, Editor J. Vossius.] - 1669
- Scaligerana, Thuana, Perroniana, Pithoeana, et Colomesiana: Ou. Remarques ... - 1740